# Iwan Baluk
Iwan Fedorowycz Baluk (ukr. Іван Федорович Балюк, ros. Иван Фёдорович Балюк, ur. 30 kwietnia 1919 w Królewcu, zm. 13 stycznia 1993 w Rostowie nad Donem) – radziecki lotnik wojskowy, pułkownik, Bohater Związku Radzieckiego (1943).

## Życiorys
Urodził się w ukraińskiej rodzinie robotniczej. Skończył 7 klas niepełnej szkoły średniej, a w 1937 technikum budowlane w Konotopie. W 1937 został powołany do Armii Czerwonej, w 1940 ukończył wojskowo-lotniczą szkołę pilotów w Czuhujiwie, od czerwca 1941 uczestniczył w wojnie z Niemcami. Walczył na Froncie Północno-Zachodnim, Zachodnim, Leningradzkim, Stalingradzkim, Centralnym i 1 Białoruskim, brał udział m.in. w bitwie pod Kurskiem. Był dowódcą eskadry 54 gwardyjskiego pułku lotnictwa myśliwskiego 1 Gwardyjskiej Dywizji Lotnictwa Myśliwskiego 16 Armii Powietrznej w stopniu kapitana, do czerwca 1943 wykonał 300 lotów bojowych i stoczył 135 walk powietrznych, w których strącił osobiście 14 i w grupie 3 samoloty wroga. Otrzymał za to tytuł Bohatera Związku Radzieckiego. Łącznie w czasie wojny wykonał ponad 500 lotów bojowych, w walkach powietrznych strącił osobiście 25 i w grupie 5 samolotów wroga. Od 1945 należał do WKP(b). W 1951 ukończył Akademię Wojskowo-Powietrzną, w 1973 został zwolniony do rezerwy w stopniu pułkownika.

## Odznaczenia
- Złota Gwiazda Bohatera Związku Radzieckiego (24 sierpnia 1943)
- Order Lenina (24 sierpnia 1943)
- Order Czerwonego Sztandaru (dwukrotnie, 11 lutego 1942 i 30 stycznia 1943)
- Order Aleksandra Newskiego
- Order Wojny Ojczyźnianej I klasy (dwukrotnie, 7 grudnia 1942 i 11 marca 1985)
- Order Czerwonej Gwiazdy

I medale.